# Breath of Fresh Air
Breath of Fresh Air è il sedicesimo album in studio del rapper statunitense Gucci Mane, pubblicato nel 2023.

## Tracce
- Disco 1 - Edizione Streaming

1. Must Be Me – 3:30
2. Bluffin (featuring Lil Baby) – 2:28
3. Thank Me (featuring Young Dolph) – 2:48
4. Trap Money (featuring Li Rye and Sett) – 2:58
5. Pretty Girls (featuring Young Dolph) – 3:00
6. Glizock & Wizop (featuring Key Glock) – 3:12
7. Internet Chatter – 2:19
8. Talking to the Streets (featuring Mac Critter) – 2:44
9. There I Go (featuring J. Cole and Mike Will Made It) – 2:52
10. Mr. & Mrs. Perfect – 3:03
11. I Know – 2:15
12. Stomach Grumbling – 3:02

- Disco 2 - Edizione Streaming

1. Business Not Personal – 3:22
2. King Snipe (with Kodak Black) – 3:34
3. 06 Gucci (featuring DaBaby and 21 Savage) – 2:58
4. Pissy (featuring Roddy Ricch and Nardo Wick) – 3:38
5. Say No Mo – 2:59
6. Married with Millions – 3:19
7. Woppenheimer – 3:21
8. Now It's Real – 4:13
9. Broken Hearted – 3:27
10. Hurt People – 3:20
11. By the Water – 2:52
12. Big Boy Diamonds (featuring Kodak Black and London on da Track) – 2:31

- Edizione CD

1. There I Go (featuring J. Cole and Mike Will Made It) – 2:52
2. Bluffin (featuring Lil Baby) – 2:28
3. King Snipe (with Kodak Black) – 3:34
4. 06 Gucci (featuring DaBaby and 21 Savage) – 2:58
5. Pissy (featuring Roddy Ricch and Nardo Wick) – 3:38
6. Glizock & Wizop (featuring Key Glock) – 3:12
7. Stomach Grumbling – 3:02
8. Married with Millions – 3:19
9. Woppenheimer – 3:21
10. Now It's Real – 4:13
11. Broken Hearted – 3:27
12. Hurt People – 3:20
13. Business Not Personal – 3:22
14. Big Boy Diamonds (featuring Kodak Black and London on da Track) – 2:31

## Classifiche
| Classifica (2023) | Posizione raggiunta |
| ----------------- | ------------------- |
| Stati Uniti       | 141                 |